# El Águila
El Águila è un comune della Colombia del dipartimento di Valle del Cauca.
L'abitato venne fondato da un gruppo di coloni guidato da Marcelino Echeverri, Emiliano Duque e Natalio Serna nel 1899, mentre l'istituzione del comune è dell'11 marzo 1950.